# Joshua Frederick Cockey Talbott
Joshua Frederick Cockey Talbott (ur. 29 lipca 1843, zm. 5 października 1918) – amerykański polityk związany z Partią Demokratyczną. W latach 1879–1885, ponownie w latach 1893–1895 i po raz trzeci w latach 1903–1918 był przedstawicielem drugiego okręgu wyborczego w stanie Maryland w Izbie Reprezentantów Stanów Zjednoczonych.
Od jego nazwiska pochodzi nazwa amerykańskiego niszczyciela USS J. Fred Talbott (DD-156).